# Wewoka
Wewoka é uma cidade localizada no estado norte-americano de Oklahoma, no Condado de Seminole.

## Demografia
Segundo o censo norte-americano de 2000, a sua população era de 3562 habitantes.
Em 2006, foi estimada uma população de 3391, um decréscimo de 171 (-4.8%).

## Geografia
De acordo com o United States Census Bureau tem uma área de
12,5 km², dos quais 12,5 km² cobertos por terra e 0,0 km² cobertos por água.

## Localidades na vizinhança
O diagrama seguinte representa as localidades num raio de 16 km ao redor de Wewoka.